# Ernest Goes to School
Ernest Goes to School är en amerikansk långfilm från 1994 i regi av Coke Sams.

## Handling
Ernest P. Worrell har tagit jobb som busschaufför för att kunna försörja sig medan han försöker få sin examen från high school.

## Om filmen
Ernest Goes to School var den enda av filmerna om Ernest som inte regisserades av John R. Cherry III.

## Rollista i urval
- Jim Varney - Ernest P. Worrell
- Linda Kash - Gerta
- Bill Byrge - Bobby
- Jason Michas - Donald
- Sarah Chalke - Maisy
- Will Sasso - Russell
- Ron Robinson - Carson